# 12Twelve
12Twelve és un grup de post-rock de Barcelona compost per Jaume L. Pantaleón (guitarra), Javier García (contrabaix), José Roselló (bateria) i Jens Neumaier (saxo i teclat).

## Discografia
- Tears, complaint and spaces (2001, BOA)
- Doppler (with Ya Te Digo) (2002, Astro)
- Speritismo (2003, BOA)
- L'Univers (2006, Acuarela)